# Haskala
Haskala, hebreiska השכלה, betecknar den judiska upplysningen, en rörelse inom europeisk judendom som sökte närma sig upplysningens idéer under slutet av 1700-talet till slutet av 1800-talet.